# جائحة فايروس كورونا في مجتمع مدريد 2020
جائحة فايروس كورونا في مجتمع مدريد 2020 أول حالة مصابة بفايروس كوورنا في أسبانيا كانت في مجتمع مدريد ووجدت في 25 شباط عام 2020.

## خلفية
في 12 يناير 2020، أكدت منظمة الصحة العالمية عن ظهور فيروس كورونا المستجد كسبب للمرض التنفسي الذي أصاب مجموعة من الأشخاص في مدينة ووهان، مقاطعة خوبي، الصين، إذ أُبلغ عنهم إلى منظمة الصحة العالمية في 31 ديسمبر 2019. كانت نسبة الوفيات بين الحالات المُشخصة بكوفيد-19 أقل بكثير من جائحة فيروس سارس في عام 2003، لكن انتقال العدوى كان أكبر، والوفيات أيضًا.

## الجدول الزمني
تم تأكيد انتشار الوباء لأول مرة في المنطقة في 25 شباط 2020 مع نتيجة إيجابية لذكر يبلغ من العمر 24 عامًا كان في إيطاليا. [2] [1] وبحلول الوقت الذي بدأ فيه الوباء، كان في المنطقة 540 وحدة عناية مركزة متاحة وحوالي 14000 سرير مستشفى. [3]
في 9 آذار 2020 ، وافقت حكومة مجتمع مدريد على تدابير استثنائية، بما في ذلك إلغاء لجميع الفصول الشخصية في مجتمع مدريد المستقل ذاتياً على جميع المستويات التعليمية لفترة أولية تبلغ 15 يوم، حيث سيتم فرضه اعتبارًا من 11 آذار حتى 26 آذار، مع تشجيع التعليم عبر الإنترنت بدلاً من ذلك إن أمكن. [4] [5]
في 13 آذار 2020 ، أصدرت حكومة مجتمع مدريد قرارًا بإغلاق الحانات والمطاعم والمتاجر «غير الغذائية» وسمحت فقط بفتح محلات السوبر ماركت والصيدليات. [6]  وفي 14 آذار، تم الإعلان عن حالة الإنذار في جميع أنحاء البلاد لفترة أولية مدتها 15 يومًا وفقًا للمادة 116.2 من الدستور الإسباني. [7] [8] [9]
في 31 آذار 2020 ، بعد أسبوعين من وفاة 19 شخصًا مسنًا في دار رعاية مونتي هيرموسو، قررت الإدارة الإقليمية التدخل في 8 دور تقاعد خاصة (بما في ذلك السابق) ، والتي كانت غارقة في التقدم المميت للوباء، والتي كانت مخفيًة في بعض الأحيان من قبل الشركات التي تدير منازل الناس القدامى. [10] وأغلقت الهيئة التشريعية الإقليمية جمعية مدريد لأكثر من شهر، حتى تم استئناف الجلسات في 14 نيسان. [3] وأظهر الائتلاف الحكومي بين PP وكيديدواناس تناقضات في التعامل مع إدارة دور رعاية المسنين. [3] ومن 8 آذار إلى 14 نيسان، توفي ما يقرب من 5000 من كبار السن في دور رعاية المسنين في المنطقة (781 حالة مؤكدة و4172 يعانون من أعراض متوافقة). [11]